# Die Gänse von Bützow
Die Gänse von Bützow ist eine historische Erzählung von Wilhelm Raabe, die um 1865 entstand und 1866 bei Hallberger in Stuttgart in der Illustrierten „Über Land und Meer“ erschien. Derselbe Verleger brachte 1869 die Buchausgabe innerhalb der Sammlung „Der Regenbogen“ heraus. Raabe erlebte 1871, 1896, 1901, 1903, 1906 und 1909 Nachauflagen. Die Satire wurde ins Holländische (1870), Rumänische (1960) und ins Schwedische (1960) übertragen. Dreizehn Untersuchungen zu dem Text listet Meyen auf. Zum Beispiel referiert Johannes Klein im Jahr 1968 über die „Vorwegnahme moderner Formen“ bei Raabe.
Hinter der „verruchten Gänsegeschichte“ aus dem Jahr 1794 steckt eine „fünfunddreißig Jahre alte ehelose Frau jungfräulichen Wandels“. Die agierenden Herren erscheinen meistenteils als Marionetten jener Bützower Mamsell Hornborstel.
Raabe nimmt die Wirkungen der von Frankreich ausgehenden weltgeschichtlichen Ereignisse in der mecklenburgischen Provinz aufs Korn.

## Inhalt
Der Ich-Erzähler J. W. Eyring, emeritierter Rektor, hat das ganze Leben in seiner Heimatstadt Bützow an der Warnow verbracht – bis auf die Jugendjahre, als er auf der Rostocker Universität studierte. Der Witwer Eyring erzählt von einem Bützower Danton, dem „kleinen und hagern“ Advokaten Dr. Wübbke. Dieser „umstürzlerische Volksverführer“ wird von dem „dirigierenden Bützower Bürgermeister Dr. Hane“, einem Junggesellen, wegen einer Gänsegeschichte unsanft behandelt. Prompt beschließt darauf der „wohllöbliche Bützower Magistrat“ am 5. November 1794, „jene Spezies der Wasservögel, Gans genannt“, dürfen nicht mehr „frei nach ihrem tierischen Willen“ durch die Stadt watscheln. „Das geflügelte Völkchen“ wird „im Stalle inkarzerieret“. Frei laufende Gänse werden vom Büttel des Magistrats eingefangen und weggesperrt. Eyring kauft eine Gans aus dem städtischen Pfandstall und lädt seinen Schulkollegen Magister Albus am Martinstag zum Gänsebraten ein. Verwundert muss der Gastgeber hören, der Gast bringt die „Gänsefreiheit“ allen Ernstes mit dem Kampf „edler und aufgeklärter Bürger für eine große Republik der Zukunft“ in Verbindung: „Große Tage nahen sich mit großen Schritten dem morschen Reiche der Teutschen“.
Eyring weiß es besser. Sein „politisch-amoroser Tischgenosse“ wird von Mamsell Hornborstel gegen den dirigierenden Bürgermeister vorgeschickt. Dem Junggesellen Magister Albus wurde von der Mamsell versprochen, sie werde ihn erhören, falls er den „hochweisen Magistrat zur Zurücknahme“ des Gänse-Ediktes bewegen könne. Albus prescht in der Tat vor. Er, der jahrelang den Spott der Bützower „mit lächelnder Demut“ ertragen hatte, fürchtet nicht die Reaktion des „Ober-Schul-Kollegiums“ aus Schwerin. „Unsere Gänse leiden an Dyspepsie!“ schreit er den Bürgermeister vor versammeltem Magistrat unerschrocken an und avanciert mit seiner Suada von der Gänsefreiheit bei der Bützower Bürgern zum „Volksrepräsentanten“ Dantonscher Prägung. „Der Pöbel rasaunet vor Lust.“ Der Demos von Bützow stürmt den Pfandstall. Während des Tumultes schlagen sich Dr. Wübbke und Magister Albus um Mamsell Hornborstel. Beiden wurde von der „heuchlerischen Trulla“ in ihrem Kampf gegen den dirigierenden Bürgermeister die Ehe versprochen. Der armselige Schulmeister Magister Albus wird tief in den Kot hinabgedrückt und muss bei seinem Freunde, dem Ich-Erzähler, Schutz suchen. Albus erkennt, die kapitolinischen Vögel der Mamsell Hornborstel zu retten, war Vorwand. Beide Herren hat die „libidinose Janua ausgespielet wie zwo Schellenbuben“.
Dr. Wübbke ist spurlos verschwunden. Pastor Primarius Klafautius berichtet die jakobinischen Vorgänge aus Bützow schriftlich nach Schwerin. Die herzogliche Regierung entsendet daraufhin elf Soldaten. Der Bürgermeister klagt dem Ich-Erzähler sein Leid. J. W. Eyring weiß Rat. Dr. Hane solle für die Einquartierung des Militärs bei der Mamsell sorgen. Für den guten Rat verlangt der Emeritus eine Gegenleistung. Der Bürgermeister soll die Flucht des Magisters Albus nach Berlin tolerieren.
Angeführt von Leutnant Schlappupp rücken die Schweriner Husaren in Bützow ein. Einige Bürger werden ins Zuchthaus gesteckt, kommen jedoch bald wieder frei. Die Gänse werden „heimgeholet“. Schlappupp heiratet die Mamsell. Den Bürgermeister trifft der Schlag. Er wird feierlich zu Grabe getragen. Magister Albus macht in der Metropole Karriere.

## Form
J. W. Eyring, „Historiograph der bützowschen Schreckenszeit“ hält einen altertümelnden, bildungssprachlichen Ton durch. Neben der Französischen Revolution müssen nicht nur die Alten herhalten. Der erzählende Emeritus schweift auch noch in andere Gefilde ab – zum Beispiel in die Welt nordischer Gottheiten. Daneben lässt Eyring etliche Stimmen aus dem Volk zu Wort kommen. Einerseits klatscht der „Historiographus Buetzoviensis“ dem Herrn Bürgermeister Beifall und andererseits hilft er dem Schulkollegen Magister Albus während der „großen Revolution zu Bützow“ aus der Not.
Eyring weiß Vieles, aber eben nicht alles. Dieser Bützower „Geschichtsschreiber folgt mit stoischer Ruhe dem Laufe der Weltbegebenheiten“.

### Erstausgabe
- Wilhelm Raabe: Die Gänse von Bützow. Eine Historia. 138 Seiten. Halbleinen. Verlag von Otto Janke, Berlin 1906.

### Weitere Ausgabe
- Die Gänse von Bützow. Eine obotritische Historia. S. 61–143. Mit einem Anhang, verfasst von Hans Oppermann, S. 422–448 in Karl Hoppe (Bearb.), Hans Oppermann (Bearb.), Constantin Bauer (Bearb.), Hans Plischke (Bearb.): Erzählungen. Sankt Thomas. Die Gänse von Bützow. Theklas Erbschaft. Gedelöcke. Im Siegeskranze. Der Marsch nach Hause. Des Reiches Krone. Deutscher Mondschein. Vandenhoeck & Ruprecht, Göttingen 1976. Bd. 9.2 (2. Aufl., besorgt von Karl Hoppe), ISBN 3-525-20120-6 in Hoppe (Hrsg.), Jost Schillemeit (Hrsg.), Hans Oppermann (Hrsg.), Kurt Schreinert (Hrsg.): Wilhelm Raabe. Sämtliche Werke. Braunschweiger Ausgabe. 24 Bde.

## Verfilmung
- 1985: Die Gänse von Bützow – Regie: Frank Vogel, mit Arno Wyzniewski als Magister Albus und Ursula Karusseit als Witwe Hornborstel

## Hörspiel
- 1973: Die Gänse von Bützow. Bearbeitung: Christoph Prochnow, Regie: Walter Niklaus, Produktion: Rundfunk der DDR (74 min.)

## Hörbuch
- Sprecher: Hans Jochim Schmidt. Vorleser Schmidt Hörbuchverlag 2006. Format: 1 MP3-CD, 3:40 h, ISBN 978-3-937976-75-4